# Donat Raymond
 (février 2015).
Si vous disposez d'ouvrages ou d'articles de référence ou si vous connaissez des sites web de qualité traitant du thème abordé ici, merci de compléter l'article en donnant les références utiles à sa vérifiabilité et en les liant à la section « Notes et références ».
Donat Raymond, né le 3 janvier 1880 à Saint-Stanislas-de-Kostka au Québec et mort le 5 juin 1963, est un financier et homme politique canadien.

## Biographie
Donat a été un membre du Sénat canadien en faisant partie du Parti libéral du Canada de 1926 à 1963. Donat a aussi à la tête de la Canadian Arena Company qui a aidé à construire des arénas partout au Canada. Un de ses actes finaux a été d'approuver le financement et les plans du Forum de Montréal avant de mourir. Donat Raymond a été intronisé au Temple de la renommée du hockey en 1958.
Il s'est marié avec Graziella Timmins et ils ont eu quatre enfants. Il est le frère du député Maxime Raymond et de l'entrepreneur hôtelier Joseph-Aldéric Raymond, propriétaire de la Maison Joseph-Aldéric-Raymond